# 2024 MK
2024 MK est un astéroïde Amor/Apollon, potentiellement dangereux,.

## Passage près de la Terre
Le 29 juin 2024, 2024 MK est passé à environ 290 000 kilomètres de la surface de la Terre. Il a été découvert 16 jours avant cette approche, mais il a pu être retrouvé sur des images d'archive.

## Note
1. ↑  En termes de distance au Soleil, le périhélie de 2024 MK est compris entre le demi-grand axe de la Terre et l'aphélie de la Terre. Selon la définition retenue, 2024 MK est donc soit un astéroïde Amor, soit un astéroïde Apollon.